# Регресивне залягання
Регресивне залягання (рос. регрессивное залегание, англ. off-lap, regressive bedding; нім. Regressionslagerung f) — залягання гірських порід морського походження в умовах відступу моря.
Характерна закономірна зміна фацій від відносно глибоководних до мілководних на площі та у вертикальному розрізі.